# Leimacomys buettneri
Genre
Espèce
Statut de conservation UICN

 DD  : Données insuffisantes

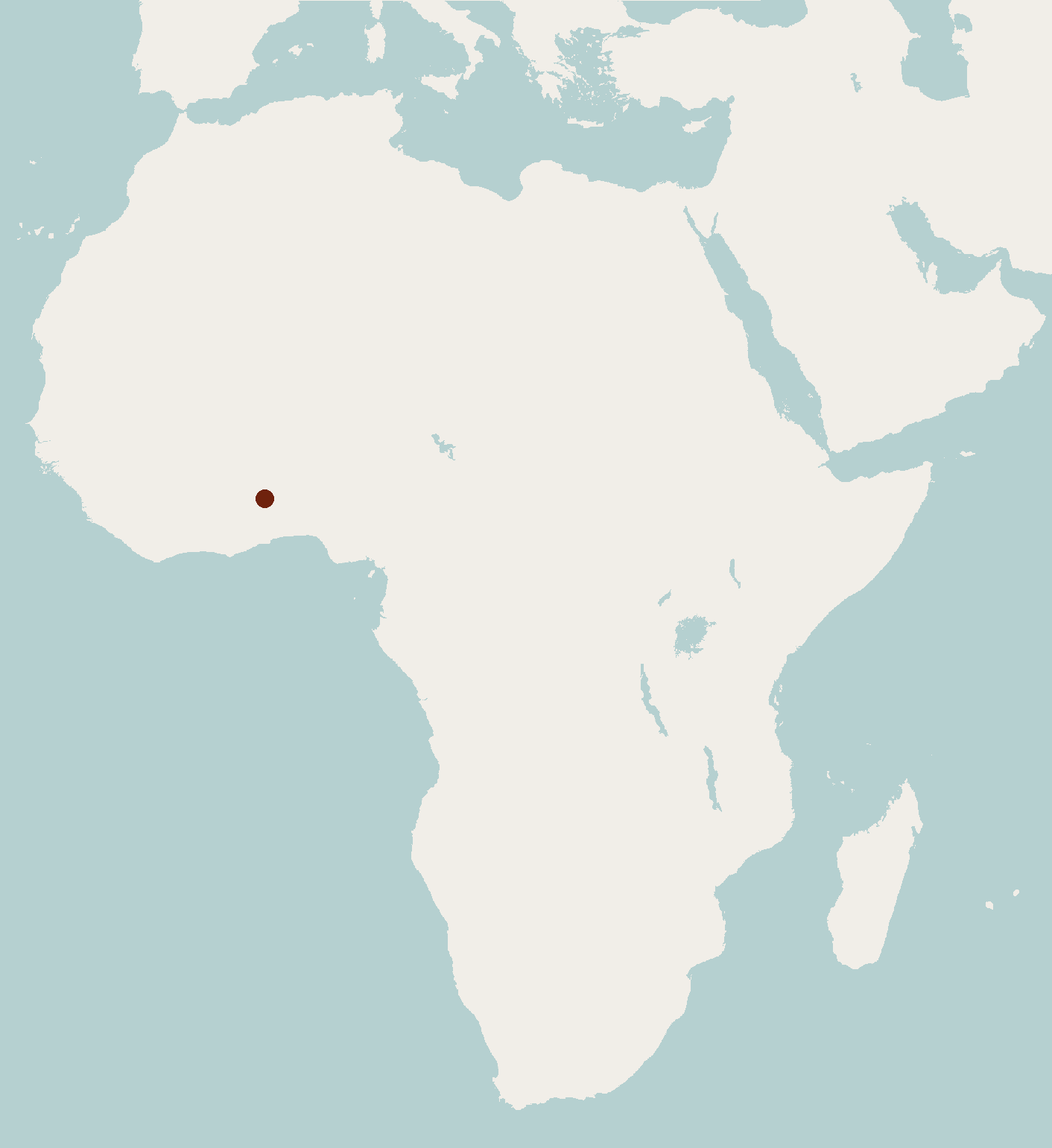
Répartition de Leimacomys Buerrneri

Leimacomys buettneri est une espèce de rongeurs de la famille des Muridés vivant au Togo et au Ghana  . C'est l'unique espèce du genre Leimacomys.

### Genre
- (en) Mammal Species of the World (3e  éd., 2005) :  Leimacomys
- (fr + en) ITIS : Leimacomys  Matschie, 1893
- (en) Animal Diversity Web : Leimacomys

### Espèce
- (en) Catalogue of Life : Leimacomys buettneri Matschie, 1893 (consulté le 15 décembre 2020)
- (fr + en) ITIS : Leimacomys buettneri  Matschie, 1893
- (en) UICN : espèce Leimacomys buettneri Matschie, 1893 (consulté le 22 mai 2015)
- (en) Mammal Species of the World (3e  éd., 2005) : Leimacomys buettneri Matschie, 1893
- (en) Animal Diversity Web : Leimacomys buettneri